# 大野靖子
大野 靖子（おおの やすこ、1928年1月30日 - 2011年1月6日）は、日本の脚本家。

## 人物
東京市麻布区出身。本名は大野靖（オオノヤス） 。1945年、東京都立第三高等女学校卒業。
さまざまな職を転々としながら、演劇活動に熱中。三好十郎に師事。児童劇団の脚本が青江舜二郎に評価されたのが縁で、子ども番組「お父さんの職場」の構成に携わる。以降、1962年からフジテレビ、NHK、テレビ朝日など各局でテレビドラマの脚本を手がけた。
時代劇から現代劇まで幅広く手掛け、向田邦子、橋田壽賀子らと共に女流脚本家の地位を確立した。
特にフジテレビでは、五社英雄ディレクターと組んで「三匹の侍」「眠狂四郎」などの時代劇や、岡田太郎ディレクターと組んでメロドラマ、森川時久ディレクターとは社会派の「若者たち」と、多様なジャンルで活躍。
骨太でダイナミックな群像劇、シャープで乾いた叙事的作風で歴史物や社会派物に強みを発揮、NHK大河ドラマを始め、数々の作品を手掛けた。
「霧の旗」「火の記憶」「天城越え」「波の塔」など数多くの松本清張作品を手がけた。中国とのかかわりも深く、モンゴル初ロケでジンギスカンが主人公の「蒼き狼」(名古屋-テレビ朝日系)、日中合作映画「未完の対局」、初の日中合作テレビ「その人の名を知らず」(NHK)、「流れてやまず」(NHK)などがある。
舞台では「鹿鳴館物語」「とおりゃんせ」「天の鍵(日・中・韓合作)」などがある。
1983年の『居酒屋兆治』（東宝映画）で日本アカデミー賞優秀脚本賞、日本女性放送者懇談会賞、1997年には紫綬褒章を受章した。体調を崩して晩年は執筆が少なくなったが、小説も書いた。
2011年1月6日に卵巣がんにて死去。82歳没。

## 賞詞ほか
- 文化庁芸術祭大賞（1976年度、1978年度）「紅い花」「天城越え」
- 放送文化基金賞（1982年度）
- 年間代表シナリオ(1982年)「未完の対局」
- 中国・金鶏賞(1982年)「未完の対局」
- 日本女性放送者懇談会賞(第11回,1983年)
- 日本アカデミー賞優秀脚本賞（1984年度）「居酒屋兆治」
- 紫綬褒章（1997年）
- 旭日小綬章〔2003年〕

## 作品

### テレビドラマ
- 霧の旗（フジテレビ、1969年）
- 大河ドラマ（NHK）
  - 国盗り物語（1973年）
  - 花神（1977年）
- 土曜ドラマ（NHK）
  - 松本清張シリーズ・遠い接近（1975年）
  - 松本清張シリーズ・天城越え（1978年）
  - 松本清張シリーズ・火の記憶（1978年）
  - 劇画シリーズ・紅い花（1976年）
- 特捜最前線（テレビ朝日、1977年）
- ザ・商社（NHK、1980年）
- 蒼き狼 成吉思汗の生涯（テレビ朝日、1980年）
- ポーツマスの旗（NHK、1981年）
- 土曜ワイド劇場（テレビ朝日）
  - 松本清張の寒流（1983年）
  - 松本清張サスペンス・黒い空（1990年）
  - 松本清張スペシャル・数の風景（1991年）
  - 松本清張スペシャル・書道教授（1995年）
- 鹿鳴館物語（NTV、1984年）
- 炎熱商人（NHK、1984年）
- 序の舞・新春ドラマスペシャル（テレビ朝日、1984年）
- 火曜サスペンス劇場（日本テレビ）
  - 松本清張スペシャル・一年半待て（1984年）
  - 松本清張スペシャル・わるいやつら（1985年）
  - 松本清張スペシャル・夜光の階段（1986年）
  - 松本清張スペシャル・渡された場面（1987年）
  - 松本清張スペシャル・やさしい地方（1988年）
  - 松本清張スペシャル・喪失の儀礼（1994年）
  - 松本清張スペシャル・留守宅の事件（1996年）
  - 松本清張スペシャル・恐喝者（1997年）
- 樋口一葉～われは女成りけるものを（NHK、1985年）
- 木曜ゴールデンドラマ / 松本清張サスペンス・六畳の生涯（読売テレビ、1987年）
- その人の名を知らず（NHK、1989年）[13]
- 金曜ドラマシアター / 松本清張作家活動40年記念・波の塔（フジテレビ、1991年）
- 流れてやまず（NHK、1992年）
- 月曜ドラマスペシャル（TBS）
  - 松本清張特別企画・夜光の階段（1995年）
  - 松本清張特別企画・聞かなかった場所（1997年）
- 風光る剣 -八嶽党秘聞-（NHK、1997年）
- 松本清張サスペンス特別企画・熱い絹（読売テレビ、1998年）
- 上杉鷹山-二百年前の行政改革-（NHK、1998年）
- 加賀百万石〜母と子の戦国サバイバル（NHK、1999年）
- 柳橋慕情（NHK、2000年）
- 女と愛とミステリー / 松本清張没後10年特別企画・家紋 （テレビ東京、2002年）

### 映画
- 華麗なる闘い（東宝、1969年)
- 蝦夷館の決闘（東宝、1970年)
- 沖田総司（東宝、1974年）
- 櫛の火（東宝、1975年）
- 東京湾炎上（東宝、1975年）
- 未完の対局 (徳間書店、1982年）
- 居酒屋兆治（東宝、1983年）

## 著書
- 流れてやまず 講談社 1992.11
- 少女伝 講談社 2002.4
- 松島市兵衛風流帖 講談社 2004.1

## 脚註
1. ↑  日外アソシエーツ現代人物情報
2. ↑  日外アソシエーツ現代人物情報
3. ↑  朝日新聞人物データベース
4. ↑  日外アソシエーツ現代人物情報
5. ↑  日外アソシエーツ現代人物情報
6. ↑  日外アソシエーツ現代人物情報
7. ↑  日外アソシエーツ現代人物情報
8. ↑  日外アソシエーツ現代人物情報
9. ↑  日外アソシエーツ現代人物情報
10. ↑  日外アソシエーツ現代人物情報
11. ↑  “歴代受賞者”.  日本女性放送者懇談会 SJWRT. 2016年6月21日閲覧。
12. ↑  訃報：大野靖子さん 毎日新聞 2011年2月21日閲覧
13. ↑  ドラマスペシャル　その人の名を知らず　-　NHK名作選（動画・静止画） NHKアーカイブス